# Microburst

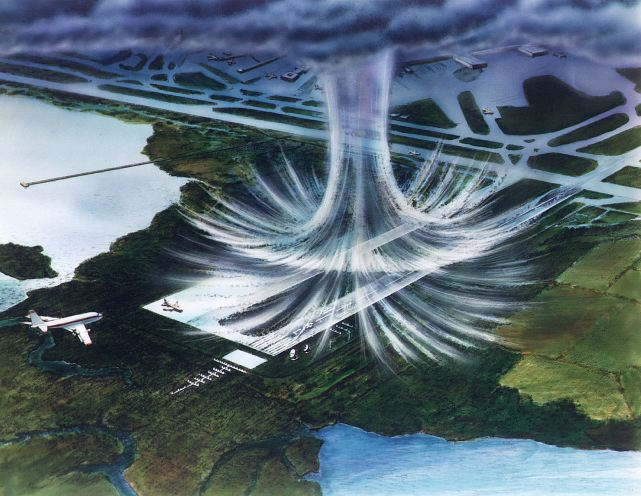
A microburst (mikrokitörés) illusztrációja. A levegő lefelé irányuló mozgást végez, amíg a felszínre nem ér. Ezután minden irányban kifelé terjed. A mikrokitörés szélviszonyai ellentétesek a tornádókéval.

A microburstok vagy mikrokitörések hirtelen és erőteljes légáramlatok, amelyek egy meghatározott területen, jellemzően zivatarok idején fordulnak elő és a szél sebességének és irányának gyors változásait okozhatják, ami súlyos turbulenciához vezethet.
A microburstok olyan időjárási jelenségek, amelyek jelentős kockázatot jelentenek a légi közlekedésre és a földi építményekre egyaránt.

## Típusai
A mikrorobbanásnak két típusa van:
Nedves:  

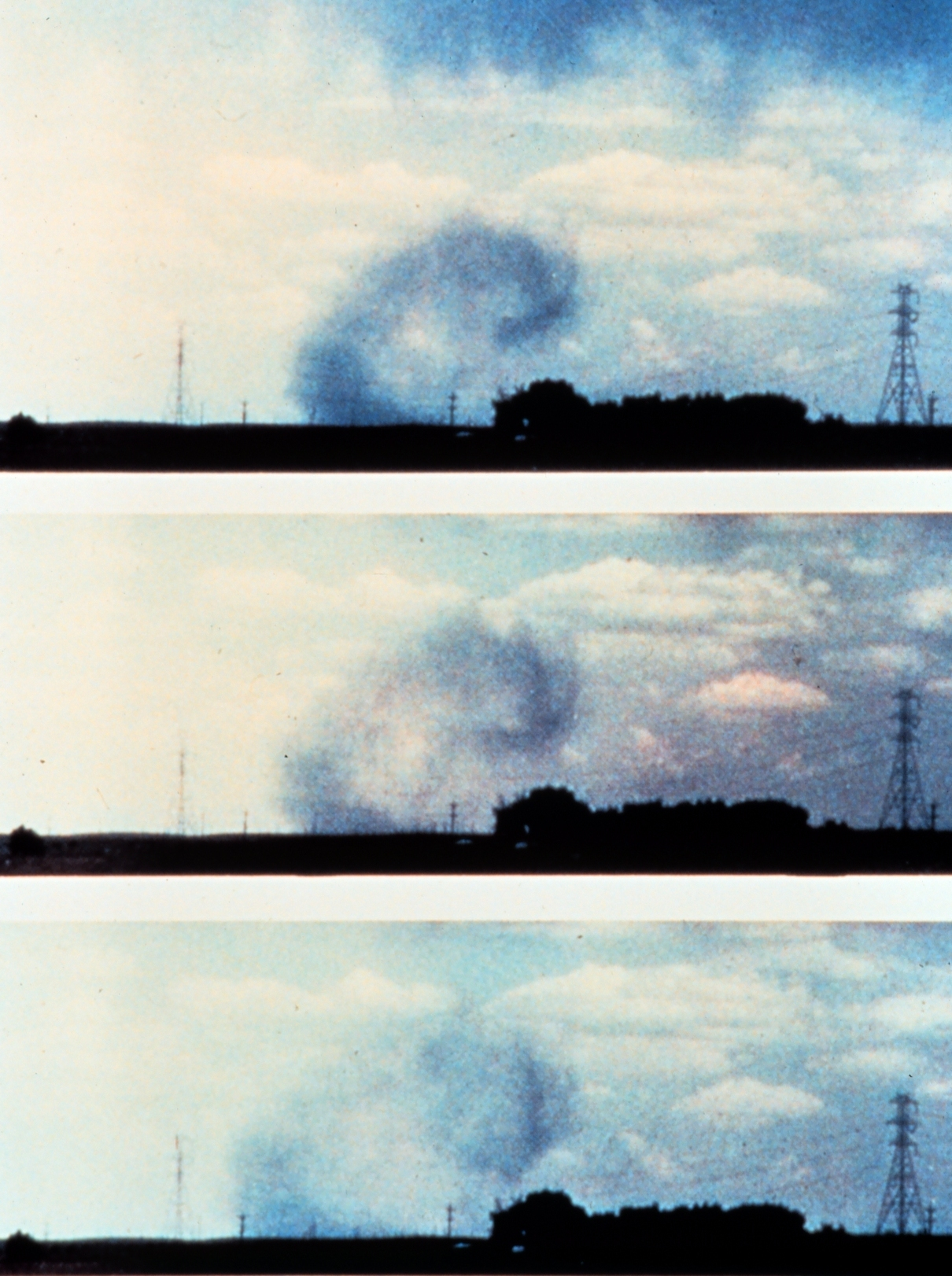
Microburst

- nagy mennyiségű csapadékot produkál

Száraz: 
- nem produkál észrevehető csapadékot, kis kitörésű leáramlás, mely letörést okoz.

A letörés egy erős lefelé irányuló áramlás, mely a potenciálisan káros szelek kitörését foglalja magába a talajon vagy annak közelében. Ha a kitörés átmérője kisebb, mint 2,5 mérföld (4 km), azt microburstnak, vagy magyarul mikrokitörésnek nevezzük.

## A microburst jellemzői
A microburstnak nevezett időjárási jelenség főbb jellemzői a következők:
A microburst viszonylag kis léptékű, jellemzően kevesebb, mint 2,5 mérföld (kb. 4 kilométer) átmérőjű. Egy microburst időtartama 5 és 15 perc között van.
A mikrorobbanások jellegzetes mintázatot hoznak létre erős és hirtelen lefelé irányuló légáramlatokból, amelyek elérik a talajt, majd vízszintesen szétterülnek minden irányba. A szél egy mikrorobbanáson belül gyakran meghaladhatja a 160 km/h-t. Néha a mikrokitörések összetéveszthetők a kitörésekkel.
A microburstet és a downburstet összehasonlítva mindkét időjárási jelenség intenzív lefelé mozgó légáramlatokhoz kapcsolódik, de mértékükre és a környezetre gyakorolt hatásukat tekintve mégis eltérőek.

## Mikrokitörések

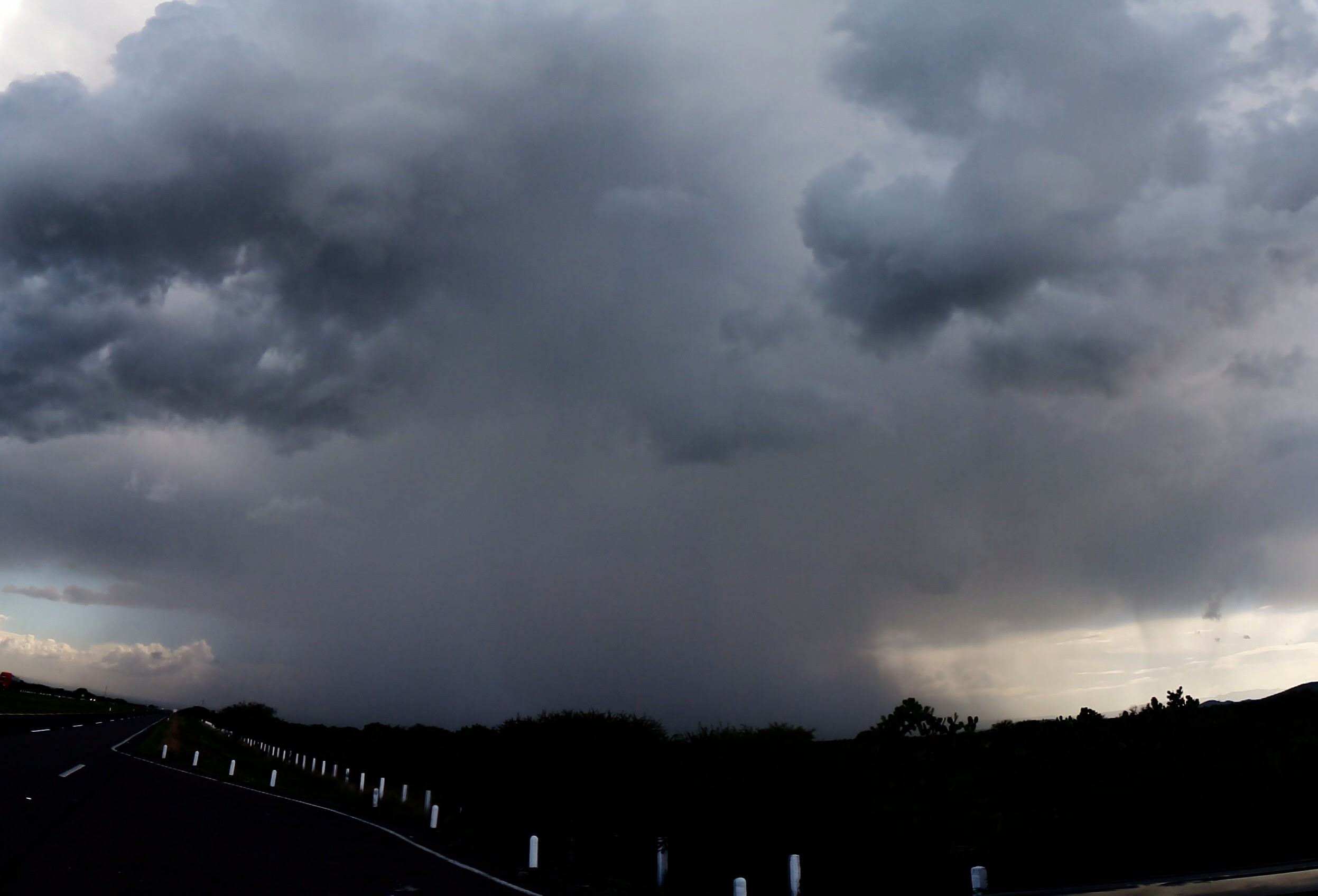
Mikrokitörés

Ezek kisebb méretű időjárási események. A mikrokitörések a zivataron belüli légköri viszonyok összetett kölcsönhatása miatt alakulnak ki: a mikrokitörések érett vagy szétszóródó gomolyfelhőkhöz kapcsolódnak a tornádókhoz hasonlóan, amelyek nagy, tornyos függőlegesen fejlődő felhők. Ezek a felhők akkor keletkeznek, amikor a meleg, nedves levegő felemelkedik és lecsapódik, függőlegesen réteges szerkezetet hozva létre.

## Csapadékképződés
A felhőben vízcseppek és jégkristályok ütköznek és egyesülnek, nagyobb esőcseppeket vagy jégesőt képezve. Ahogy e a részecskék megnehezednek, elkezdenek hullani a felhőkön keresztül.

## Párolgás és hűtés
Amikor a csapadék átesik a felhőn, száraz levegőréteggel találkozik, majd a száraz levegő hatására az esőcseppek vagy jégesők gyorsan elpárolognak, ami a környező levegő lehűléséhez vezet.
A párolgás hatására a levegő jelentősen lehűl. A hűvösebb sűrűbb és nehezebb  levegő a sűrűségtől csökken, ezáltal a fokozott lefelé irányuló légáramlás helyi, erőteljes lefelé irányuló légáramlást hoz létre.

## Mikrorobbanás

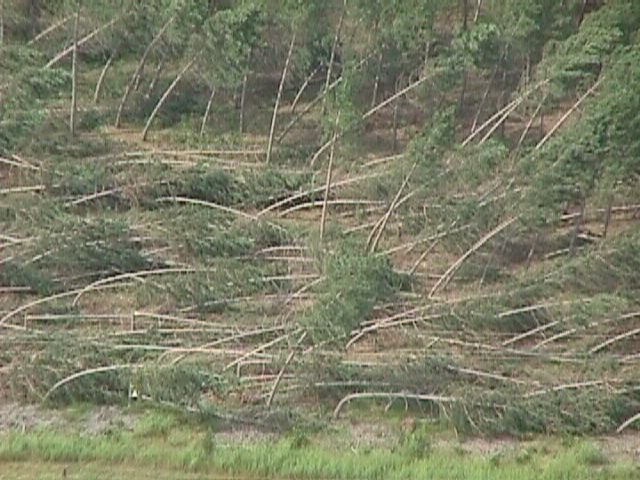
Mikrorobbanás okozta fakidőlések

A mikrorobbanás egy hirtelen és erőteljes légáramlás, amely többnyire zivatarok során fordul elő, és jelentős kockázatot jelent a légi közlekedésre és a földi építményekre. A szél sebességének és irányának gyors változásait okozhatja, ami súlyos turbulenciát eredményezhet.
A mikrokitörések viszonylag kis léptékűek, 5-15 percig tartanak, miközben a szél sebessége gyakran meghaladja a 160 km/h-t. A gomolyfelhőkben egy összetett folyamat során keletkezik, amely párolgással, lehűléssel és fokozott lefelé irányuló légáramlással jár.
A mikrokitörések veszélyesek az erős lefelé irányuló szelek miatt is, amelyek szélnyírást, felhajtóerő elvesztését, a repülőgép teljesítményének csökkenését és turbulenciát okozhatnak. A meteorológusok fejlett időjárási radarrendszereket, például Doppler-radart használnak a mikrokitörések észlelésére a MARC-jelek elemzésével.

## Fordítás
Ez a szócikk részben vagy egészben  a   Downburst című angol Wikipédia-szócikk fordításán alapul.  Az eredeti cikk szerkesztőit annak laptörténete sorolja fel. Ez a jelzés csupán a megfogalmazás eredetét és a szerzői jogokat jelzi, nem szolgál a cikkben szereplő információk forrásmegjelöléseként.